# Ybekal Daniel Berye
Ybekal Daniel Berye (* 1988 in Assela) ist ein äthiopischer Langstreckenläufer.

## Leben
Ybekal Daniel Berye wurde 1988 in Assela geboren und floh 2010 aus politischen Gründen von Äthiopien nach Deutschland, wo er zunächst in einem Asylbewerberheim in Kirchheim wohnte. Berye lebt in Kassel und startet unter dem ehemaligen Marathon-Bundestrainer Winfried Aufenanger, der auf ihn bei seinen Siegen beim Fulda-Marathon und Bad Hersfelder Lollslauf aufmerksam wurde, für den örtlichen Verein PSV Grün-Weiß Kassel.
Noch im selben Jahr (2011) beeindruckte Ybekal Daniel Berye noch für den Freizeitsport Kirchheim e. V. startend beim Frankfurt-Marathon mit einer Zeit von 2:18:26 h. 2014 gewann er bei den Deutschen Meisterschaften im Marathon in einer Zeit von 2:24:04 h die Bronzemedaille hinter Tobias Schreindl (2:21:47 h) und Dominik Fabianowski (2:23:16 h).
Ybekal Daniel Berye ist Mitglied der oppositionellen Partei EPPF (Patriotische Front der Äthiopischen Völker/Ethiopian Peoples' Patriotic Front), Mitglied des Exekutiven Komitees und als Vorsitzender in Hessen für die Öffentlichkeitsarbeit der äthiopischen Exilpartei verantwortlich. 2015 drehte Zuniel Kim den Kurzdokumentarfilm „Der Langstreckenläufer“ über Ybekal Daniel Berye; der Film gewann beim Kasseler Dokumentarfilm- und Videofest den Preis Goldener Herkules.
2017 gewann Berye die Hessischen Crossmeisterschaften in Trebur über 7000 Meter knapp vor Tilahun Babsa und Solomon Merne Eshete (beide Äthiopien), sowie gemeinsam mit Thomas Schönemann und Nikolaj Dorka die Mannschaftswertung. Ebenfalls 2017 war er als einer von fünf Athleten der Führungsgruppe von der Fehlleitung bei Kilometer 19 und der daraus resultierenden Disqualifikation beim Kassel-Marathon betroffen.
2018 gewann Berye im September die Hessischen Meisterschaften im Halbmarathon, integriert in den Kassel-Marathon, vor seinem Vereinskollegen Jens Nerkamp. Der 31-jährige Äthiopier startete im Oktober beim Weimarer Stadtlauf über elf Kilometer für das junge Team „Sächsischer Hof Weimar“ und gewann gegen den mehrfachen Stadtlaufsieger Marcel Bräutigam.

## Persönliche Bestzeiten
- 800 m: 1:56,28 min, 9. August 2012, Kassel
- 1500 m: 3:50,82 min, 5. Juni 2012, Osterode
- 3000 m: 8:16,10 min, 4. Juli 2012, Pfungstadt
- 5000 m: 14:28,55 min, 15. Mai 2013, Koblenz
- 10-km-Straßenlauf: 29:58 min, 15. April 2017, Paderborn
- Halbmarathon: 1:06:03 h, 27. September 2015, Berlin
- Marathon: 2:16:45 h, 27. September 2015, Berlin

## Persönliche Erfolge
| Datum/Jahr    | Rang | Wettbewerb                                 | Austragungsort       | Zeit       | Bemerkung                                                           |
| ------------- | ---- | ------------------------------------------ | -------------------- | ---------- | ------------------------------------------------------------------- |
| 13. Okt. 2018 | 1    | Weimarer Stadtlauf                         | Weimar               | 00:34:24,2 | 11 km; 28. Weimarer Stadtlauf                                       |
| 16. Sep. 2018 | 3    | Kassel-Marathon                            | Kassel               | 01:08:04   | 1. Platz Hessische Meisterschaften Halbmarathon 2018                |
| 10. Juni 2017 | 1    | Oelder Citylauf                            | Oelde                | 00:30:24   | 10 km Straße, Wertung Lauf der Asse – Männer                        |
| 7. Mai 2017   | 4    | Gutenberg-Marathon                         | Mainz                | 02:23:05   | Marathon                                                            |
| 15. Apr. 2017 | 16   | Paderborner Osterlauf                      | Paderborn            | 00:29:58   | 10 km; 71. Paderborner Osterlauf                                    |
| 12. März 2017 | 23   | CPC Loop Den Haag                          | Den Haag             | 01:08:05   | Halbmarathon                                                        |
| 18. Sep. 2016 | 4    | Kassel-Marathon                            | Kassel               | 02:23:18   | Marathon                                                            |
| 11. Juni 2016 | 2    | Oelder Citylauf                            | Oelde                | 00:30:17   | 10 km Straße, Wertung Lauf der Asse – Männer                        |
| 22. Mai 2016  | 4    | Gutenberg-Marathon                         | Mainz                | 02:27:13   | Marathon                                                            |
| 3. Apr. 2016  | 35   | Berliner Halbmarathon                      | Berlin               | 01:07:34   | Halbmarathon                                                        |
| 26. März 2016 | 14   | Paderborner Osterlauf                      | Paderborn            | 00:31:07   | 10 km Straße                                                        |
| 25. Okt. 2015 | 38   | Frankfurt-Marathon                         | Frankfurt            | 02:19:43   | Deutsche Meisterschaften Marathon 2015, Hessischer Meister Marathon |
| 27. Sep. 2015 | 37   | Berlin-Marathon                            | Berlin               | 02:16:45   | Marathon; neue persönliche Bestzeit (Stand 2015)                    |
| 6. Sep. 2015  | 19   | Deutsche Meisterschaften 10 km             | Bad Liebenzell       | 00:30:24   | Deutsche Meisterschaften Straße 10 km                               |
| 17. Mai 2015  | 5    | Kassel-Marathon                            | Kassel               | 02:17:41   | Marathon                                                            |
| 12. Apr. 2015 | 9    | Deutsche Meisterschaften Halbmarathon 2015 | Husum                | 01:07:02   | Deutsche Meisterschaften Halbmarathon 2015                          |
| 4. Apr. 2015  | 15   | Paderborner Osterlauf                      | Paderborn            | 00:30:20   | 10 km Straße                                                        |
| 12. Okt. 2014 | 3    | München-Marathon                           | München              | 02:24:04   | 3. Platz Deutsche Meisterschaften Marathon                          |
| 20. Sep. 2014 | 5    | HEK Halbmarathon Hamburg                   | Hamburg              | 01:09:23   | Halbmarathon                                                        |
| 4. Mai 2014   | 9    | Kassel-Marathon                            | Kassel               | 02:23:16   | Marathon                                                            |
| 19. Apr. 2014 | 13   | Paderborner Osterlauf                      | Paderborn            | 00:30:14   | 10 km Straße                                                        |
| 13. Okt. 2013 | 33   | Freiburg-Marathon                          | Freiburg im Breisgau | 01:10:28   | Deutsche Meisterschaften Halbmarathon                               |
| 13. Okt. 2013 | 11   | München-Marathon                           | München              | 02:25:28   | Deutsche Meisterschaften Marathon                                   |
| 4. März 2012  | 4    | Rund um das Bayer-Kreuz                    | Leverkusen           | 00:30:20   | 10 km Straße                                                        |
| 30. Okt. 2011 | 39   | Frankfurt-Marathon                         | Frankfurt            | 02:18:26   | erster Marathon-Start                                               |
| 9. Okt. 2011  | 1    | Bad Hersfelder Lollslauf                   | Bad Hersfeld         | 01:10:15   | Halbmarathon                                                        |
| 4. Sep. 2011  | 1    | Fulda-Marathon                             | Fulda                | 01:08:40   | Halbmarathon                                                        |